# 佐々木卓也
佐々木 卓也（ささき たくや、1958年 - ）は、日本の国際政治学者。専門はアメリカ外交史。学位は、博士（法学）（一橋大学・論文博士・1993年）。立教大学法学部教授を経て、立教大学特別専任教授。日本国際政治学会理事長、イェール大学客員教授、外務省参与、国家安全保障会議顧問等を歴任。

## 人物
北海道出身。1981年一橋大学法学部卒業。1983年同大学大学院法学研究科国際関係専攻修士課程修了。1987年オハイオ大学大学院歴史学専攻修士課程修了。1988年一橋大学法学研究科国際関係専攻博士課程単位取得退学。指導教官は細谷千博及び有賀貞。1993年、学位論文「トルーマン政権の封じ込め政策、1946-1953」で、一橋大学より博士（法学）の学位を取得。審査員は、有賀貞・石井修・野林健。
1988年日本学術振興会特別研究員、1990年関東学院大学法学部特約専任講師、1991年同専任講師、1994年同助教授昇格、1995年立教大学法学部法学科助教授、1996年立教大学法学部政治学科助教授、2001年同教授昇格、2013年立教大学法学部長、2014年学校法人立教学院評議員。
この間1997年から1999年までイェール大学国際・地域研究センター客員教授、2006年日本国際政治学会理事、2009年外務省参与、2010年アメリカ学会常務理事、2014年国家安全保障会議顧問。2018年日本国際政治学会理事長。2020年アメリカ学会副会長兼斎藤眞賞選考委員会委員長。2023年立教大学特別専任教授。

## 著書

### 単著
- 『封じ込めの形成と変容――ケナン、アチソン、ニッツェとトルーマン政権の冷戦戦略』（三嶺書房, 1993年）
- 『アイゼンハワー政権の封じ込め政策――ソ連の脅威、ミサイル・ギャップ論争、東西交流』（有斐閣, 2008年）
- 『冷戦――アメリカの民主主義的生活様式を守る戦い』（有斐閣Insight, 2011年）

### 編著
- 『戦後アメリカ外交史』（有斐閣、2002年/新版, 2009年）
- 『ハンドブックアメリカ外交史――建国から冷戦後まで』（ミネルヴァ書房, 2011年）

### 共編著
- （細谷千博・有賀貞・石井修）『日米関係資料集 1945-97』（東京大学出版会, 1999年）